# Flâneur II - Dandy
|  | Denne artikel er oprettet af botten PalnaBot ud fra en ekstern database. Den kan derfor have sproglige fejl eller mangler. Denne skabelon kan fjernes efter kontrol af indholdet. |

Flâneur II - Dandy er en eksperimentalfilm instrueret af Torben Skjødt Jensen efter manuskript af Torben Skjødt Jensen.

## Handling
Følelsen af ensomhed lige siden min barndom. Følelsen af en evigt ensom skæbne. Charles Baudelaire (1821-67) lægger sin ensomhed, livslede, narkomani og sublime digtning under en sjælens flugt mod overtonede, bearbejdede og poetisk styrede Hi8-optagelser fra Danmark, Frankrig, Island, Italien, Portugal, Holland, Tyskland og England, hvor også Leonardo Da Vinci, Salvador Dali, Luis Bunuel, Michelangelo, Ingmar Bergman, Andy Warhol, Walter Benjamin og Zen spiller en rolle. En videodrejet, sløret og krystalklar, opdagelsesrejse gennem sjælens ubodelige ensomhed. Med musik af Anders Koppel.